# Ricchezza nazionale
La ricchezza nazionale netta di un paese è data dalla differenza tra la somma del valore dei suoi asset ed il suo indebitamento. Si riferisce al valore totale della ricchezza posseduta dai cittadini di una nazione in un determinato anno. È un importante indicatore della capacità di uno stato di assumere debiti e sostenere le spese, ed è influenzato non solo dai prezzi degli immobili, del mercato equo, dai tassi di cambio, debiti e dall'incidenza in uno stato della popolazione adulta, ma anche dalle risorse umane, naturali e capitali e dallo sviluppo tecnologico. 
La componente particolarmente significativa tra i paesi più sviluppati è la ricchezza familiare netta che riflette gli investimenti sulle infrastrutture. La ricchezza nazionale può fluttuare, come è stato evidenziato nei dati degli Stati Uniti raccolti durante la crisi finanziaria del 2007 e il successivo recupero. Quando i mercati conobbero una forte crescita, la ricchezza relativa nazionale e pro capite dei paesi maggiormente esposti a questi mercati, come gli Stati Uniti o il Regno Unito, cominciò ad aumentare. 
Dall'altra parte, quando i mercati calano, la ricchezza relativa dei paesi dove le persone investono maggiormente sul mercato immobiliare e sulle obbligazioni (come la Francia e l'Italia) tende invece ad aumentare. Gli stati con una popolazione più anziana come la Germania e l'Italia avranno una ricchezza relativa superiore se calcolata in maniera pro capite e non per adulto.

## Lista di paesi per ricchezza nazionale totale
| Posizione | Paese                 | Ricchezza totale (miliardi di USD) |
| --------- | --------------------- | ---------------------------------- |
| —         | Mondo                 | 280,289                            |
| —         | Nord America          | 101,005                            |
| 1         | Stati Uniti d'America | 93,560                             |
| —         | Asia                  | 80,548                             |
| —         | Europa                | 79,639                             |
| 2         | Cina                  | 29,000                             |
| 3         | Giappone              | 23,682                             |
| 4         | Regno Unito           | 14,073                             |
| 5         | Germania              | 13,714                             |
| 6         | Francia               | 12,969                             |
| 7         | Italia                | 10,853                             |
| —         | Oceania               | 8,491                              |
| —         | Sud America           | 8,107                              |
| 8         | Canada                | 7,407                              |
| 9         | Australia             | 7,329                              |
| 10        | Corea del Sud         | 6,586                              |
| 11        | India                 | 4,987                              |
| 12        | Spagna                | 4,845                              |
| 13        | Svizzera              | 3,630                              |
| 14        | Taiwan                | 3,568                              |
| 15        | Paesi Bassi           | 2,692                              |
| 16        | Brasile               | 2,545                              |
| —         | Africa                | 2,499                              |
| 17        | Belgio                | 2,453                              |
| 18        | Svezia                | 1,994                              |
| 19        | Russia                | 1,888                              |
| 20        | Indonesia             | 1,843                              |
| 21        | Messico               | 1,835                              |
| 22        | Austria               | 1,562                              |
| 23        | Norvegia              | 1,286                              |
| 24        | Danimarca             | 1,245                              |
| 25        | Singapore             | 1,199                              |
| 26        | Hong Kong             | 1,193                              |
| 27        | Nuova Zelanda         | 1,162                              |
| 28        | Turchia               | 1,068                              |
| 29        | Israele               | 1,054                              |
| 30        | Grecia                | 1,007                              |
| 31        | Polonia               | 859                                |
| 32        | Irlanda               | 853                                |
| 33        | Arabia Saudita        | 772                                |
| 34        | Sudafrica             | 761                                |
| 35        | Portogallo            | 750                                |
| 36        | Cile                  | 687                                |
| 37        | Finlandia             | 686                                |
| 38        | Colombia              | 643                                |
| 39        | Emirati Arabi Uniti   | 603                                |
| 40        | Filippine             | 593                                |
| 41        | Argentina             | 561                                |
| 42        | Pakistan              | 558                                |
| 43        | Perù                  | 545                                |
| 44        | Malaysia              | 477                                |
| 45        | Repubblica Ceca       | 440                                |
| 46        | Thailandia            | 434                                |
| 47        | Vietnam               | 358                                |
| 48        | Ungheria              | 312                                |
| 49        | Kuwait                | 292                                |
| 50        | Bangladesh            | 263                                |
| 51        | Romania               | 256                                |
| 52        | Marocco               | 254                                |
| 53        | Qatar                 | 218                                |
| 54        | Iran                  | 216                                |
| 55        | Algeria               | 193                                |
| 56        | Libia                 | 181                                |
| 57        | Egitto                | 178                                |
| 58        | Angola                | 164                                |
| 59        | Nigeria               | 154                                |
| 60        | Islanda               | 144                                |
| 61        | Lussemburgo           | 141                                |
| 62        | Ecuador               | 132                                |
| 63        | Tunisia               | 123                                |
| 64        | Slovacchia            | 121                                |
| 65        | Oman                  | 114                                |
| 66        | slovenia              | 105                                |
| 67        | Costa Rica            | 104                                |
| 68        | Bulgaria              | 101                                |
| 69        | Uruguay               | 100                                |
| 70        | Libano                | 99                                 |
| 71        | Cipro                 | 92                                 |
| 72        | Venezuela             | 91                                 |
| 73        | Croazia               | 86                                 |
| 74        | Sri Lanka             | 68                                 |
| 75        | Giordania             | 68                                 |
| 76        | Lituania              | 64                                 |
| 77        | Birmania              | 62                                 |
| 78        | Panama                | 61                                 |
| 79        | Georgia               | 57                                 |
| 80        | Azerbaigian           | 57                                 |
| 81        | El Salvador           | 57                                 |
| 82        | Serbia                | 55                                 |
| 83        | Kazakistan            | 53                                 |
| 84        | Estonia               | 45                                 |
| 85        | Lettonia              | 44                                 |
| 86        | Ucraina               | 43                                 |
| 87        | Paraguay              | 43                                 |
| 88        | Kenya                 | 43                                 |
| 89        | Yemen                 | 41                                 |
| 90        | Malta                 | 41                                 |
| 91        | Nepal                 | 40                                 |
| 92        | Costa d'Avorio        | 37                                 |
| 93        | Bolivia               | 37                                 |
| 94        | Mauritius             | 36                                 |
| 95        | Cambogia              | 36                                 |
| 96        | Bosnia ed Erzegovina  | 35                                 |
| 97        | Papua Nuova Guinea    | 34                                 |
| 98        | Brunei                | 34                                 |
| 99        | Turkmenistan          | 33                                 |
| 100       | Sudan                 | 31                                 |

## Differenze per stato
Nella seguente tabella sono classificati i 30 paesi per ricchezza nazionale netta dal 2000 al 2017 secondo il Credit Suisse S.A. (novembre 2017).
| Rank | Stato                 | 2000    | Stato                 | 2005    | Stato                 | 2010    | Stato                 | 2015    | Stato                 | 2017    | Stato                 | Picco valore | Anno del picco |
| ---- | --------------------- | ------- | --------------------- | ------- | --------------------- | ------- | --------------------- | ------- | --------------------- | ------- | --------------------- | ------------ | -------------- |
| —    | Mondo                 | 116,957 | Mondo                 | 172,294 | Mondo                 | 219,847 | Mondo                 | 253,754 | Mondo                 | 280,289 | Mondo                 | 280,289      | 2017           |
| 1    | Stati Uniti d'America | 42,344  | Stati Uniti d'America | 59,836  | Stati Uniti d'America | 60,586  | Stati Uniti d'America | 84,183  | Stati Uniti d'America | 93,560  | Stati Uniti d'America | 93,560       | 2017           |
| 2    | Giappone              | 19,316  | Giappone              | 18,143  | Giappone              | 23,474  | Cina                  | 26,769  | Cina                  | 29,000  | Cina                  | 29,000       | 2017           |
| 3    | Regno Unito           | 7,184   | Regno Unito           | 11,026  | Cina                  | 16,528  | Giappone              | 21,068  | Giappone              | 23,682  | Giappone              | 28,098       | 2011           |
| 4    | Germania              | 5,800   | Francia               | 9,537   | Francia               | 13,441  | Regno Unito           | 15,077  | Regno Unito           | 14,073  | Regno Unito           | 15,077       | 2015           |
| 5    | Italia                | 5,497   | Italia                | 9,054   | Germania              | 12,303  | Germania              | 12,084  | Germania              | 13,714  | Germania              | 14,160       | 2013           |
| 6    | Cina                  | 4,664   | Germania              | 8,970   | Regno Unito           | 11,827  | Francia               | 11,587  | Francia               | 12,969  | Francia               | 14,053       | 2007           |
| 7    | Francia               | 4,566   | Cina                  | 8,632   | Italia                | 11,619  | Italia                | 9,898   | Italia                | 10,853  | Italia                | 12,508       | 2009           |
| 8    | Canada                | 2,469   | Canada                | 4,277   | Canada                | 6,212   | Australia             | 6,317   | Canada                | 7,407   | Canada                | 7,407        | 2017           |
| 9    | Spagna                | 2,045   | Spagna                | 4,003   | Australia             | 5,389   | Canada                | 6,190   | Australia             | 7,329   | Australia             | 7,329        | 2017           |
| 10   | Cina                  | 1,834   | Corea del Sud         | 3,512   | Corea del Sud         | 4,824   | Corea del Sud         | 6,071   | Corea del Sud         | 6,586   | Corea del Sud         | 6,586        | 2017           |
| 11   | Corea del Sud         | 1,707   | Australia             | 3,066   | Spagna                | 4,578   | India                 | 4,408   | India                 | 4,987   | Spagna                | 5,636        | 2007           |
| 12   | Australia             | 1,432   | India                 | 2,141   | India                 | 3,691   | Spagna                | 4,327   | Spagna                | 4,845   | India                 | 4,987        | 2017           |
| 13   | Paesi Bassi           | 1,286   | Cina                  | 1,989   | Brasile               | 3,181   | Svizzera              | 3,382   | Svizzera              | 3,630   | Svizzera              | 3,630        | 2017           |
| 14   | Svizzera              | 1,284   | Paesi Bassi           | 1,852   | Cina                  | 2,948   | Cina                  | 3,071   | Cina                  | 3,568   | Cina                  | 3,568        | 2017           |
| 15   | India                 | 1,163   | Svizzera              | 1,715   | Russia                | 2,555   | Paesi Bassi           | 2,345   | Paesi Bassi           | 2,692   | Brasile               | 3,558        | 2011           |
| 16   | Belgio                | 1,153   | Belgio                | 1,696   | Svizzera              | 2,498   | Belgio                | 2,205   | Brasile               | 2,545   | Russia                | 2,840        | 2012           |
| 17   | Messico               | 987     | Messico               | 1,445   | Paesi Bassi           | 2,389   | Brasile               | 1,981   | Belgio                | 2,453   | Paesi Bassi           | 2,692        | 2017           |
| 18   | Brasile               | 839     | Svezia                | 1,342   | Belgio                | 2,128   | Svezia                | 1,721   | Svezia                | 1,994   | Belgio                | 2,506        | 2013           |
| 19   | Grecia                | 631     | Brasile               | 1,224   | Indonesia             | 1,721   | Messico               | 1,667   | Russia                | 1,888   | Svezia                | 1,994        | 2017           |
| 20   | Hong Kong             | 599     | Russia                | 1,221   | Messico               | 1,585   | Indonesia             | 1,648   | Indonesia             | 1,843   | Messico               | 1,988        | 2009           |
| 21   | Argentina             | 584     | Turchia               | 1,078   | Svezia                | 1,300   | Russia                | 1,461   | Messico               | 1,835   | Indonesia             | 1,869        | 2012           |
| 22   | Austria               | 563     | Grecia                | 1,031   | Grecia                | 1,261   | Austria               | 1,376   | Austria               | 1,562   | Turchia               | 1,676        | 2007           |
| 23   | Svezia                | 491     | Austria               | 954     | Turchia               | 1,256   | Norvegia              | 1,084   | Norvegia              | 1,286   | Grecia                | 1,569        | 2007           |
| 24   | Turchia               | 484     | Svezia                | 852     | Austria               | 1,226   | Singapore             | 1,069   | Danimarca             | 1,245   | Austria               | 1,562        | 2017           |
| 25   | Danimarca             | 427     | Norvegia              | 731     | Norvegia              | 1,166   | Danimarca             | 1,065   | Singapore             | 1,199   | Norvegia              | 1,439        | 2012           |
| 26   | Portogallo            | 379     | Indonesia             | 715     | Danimarca             | 1,017   | Hong Kong             | 1,118   | Hong Kong             | 1,193   | Danimarca             | 1,245        | 2017           |
| 27   | Norvegia              | 368     | Danimarca             | 712     | Singapore             | 888     | Turchia               | 1,035   | Nuova Zelanda         | 1,162   | Singapore             | 1,199        | 2017           |
| 28   | Israele               | 355     | Hong Kong             | 684     | Polonia               | 780     | Nuova Zelanda         | 932     | Turchia               | 1,068   | Hong Kong             | 1,193        | 2017           |
| 29   | Singapore             | 326     | Portogallo            | 621     | Portogallo            | 762     | Grecia                | 923     | Israele               | 1,054   | Nuova Zelanda         | 1,162        | 2017           |
| 30   | Russia                | 317     | Finlandia             | 550     | Hong Kong             | 746     | Israele               | 904     | Grecia                | 1,007   | Israele               | 1,054        | 2017           |

La seguente tabella indica le percentuali della ricchezza nazionale dei dieci stati più importanti per ricchezza nazionale netta in un dato anno, e sono evidenziate in grassetto le percentuali uguali o superiori al 5%.
| Anno | Australia | Canada | Cina  | Francia | Germania | Italia | Giappone | Corea del Sud | Spagna | Cina | Regno Unito | Stati Uniti | Percentuale totale |
| ---- | --------- | ------ | ----- | ------- | -------- | ------ | -------- | ------------- | ------ | ---- | ----------- | ----------- | ------------------ |
| 2000 | —         | 2.1%   | 4.0%  | 3.9%    | 5.0%     | 4.7%   | 16.5%    | -             | 1.7%   | 1.6% | 6.1%        | 36.2%       | 81.8%              |
| 2001 | —         | 2.1%   | 4.4%  | 4.0%    | 5.0%     | 4.7%   | 14.2%    | 1.7%          | 1.8%   | —    | 6.0%        | 37.5%       | 81.4%              |
| 2002 | —         | 2.0%   | 5.1%  | 4.8%    | 5.6%     | 5.5%   | 14.1%    | 1.7%          | 2.0%   | —    | 6.5%        | 33.8%       | 81.1%              |
| 2003 | 1.7%      | 2.2%   | 5.2%  | 5.3%    | 5.9%     | 5.8%   | 13.3%    | —             | 2.3%   | —    | 6.6%        | 32.1%       | 80.4%              |
| 2004 | —         | 2.2%   | 5.0%  | 5.9%    | 5.9%     | 5.9%   | 12.0%    | 1.8%          | 2.4%   | —    | 6.9%        | 32.0%       | 80.0%              |
| 2005 | —         | 2.5%   | 5.0%  | 5.5%    | 5.2%     | 5.3%   | 10.5%    | 2.0%          | 2.3%   | —    | 6.4%        | 34.7%       | 79.4%              |
| 2006 | —         | 2.4%   | 5.8%  | 6.0%    | 5.5%     | 5.5%   | 9.3%     | 2.1%          | 2.5%   | —    | 7.0%        | 32.8%       | 78.9%              |
| 2007 | 2.1%      | 2.7%   | 7.0%  | 6.4%    | 5.8%     | 5.7%   | 8.4%     | —             | 2.6%   | —    | 6.8%        | 29.3%       | 76.8%              |
| 2008 | 1.9%      | 2.4%   | 6.8%  | 6.7%    | 6.4%     | 6.1%   | 11.8%    | —             | 2.4%   | —    | 5.1%        | 27.5%       | 77.1%              |
| 2009 | 2.2%      | 2.7%   | 7.8%  | 6.5%    | 6.2%     | 6.0%   | 10.8%    | —             | 2.4%   | —    | 5.7%        | 26.0%       | 76.3%              |
| 2010 | 2.4%      | 2.8%   | 8.1%  | 6.1%    | 5.6%     | 5.2%   | 10.6%    | 2.2%          | —      | —    | 5.3%        | 27.4%       | 75.7%              |
| 2011 | 2.8%      | 2.8%   | 8.5%  | 6.0%    | 5.4%     | 5.0%   | 12.5%    | 2.2%          | —      | —    | 4.8%        | 26.7%       | 76.7%              |
| 2012 | 2.8%      | 3.0%   | 8.5%  | 5.5%    | 5.4%     | 4.7%   | 10.7%    | 2.4%          | —      | —    | 5.0%        | 28.1%       | 76.1%              |
| 2013 | 2.6%      | 2.9%   | 9.0%  | 5.5%    | 5.6%     | 4.7%   | 8.7%     | 2.3%          | —      | —    | 5.3%        | 30.2%       | 76.8%              |
| 2014 | 2.5%      | 2.8%   | 9.8%  | 4.9%    | 5.0%     | 4.2%   | 7.9%     | 2.4%          | —      | —    | 5.8%        | 31.9%       | 77.2%              |
| 2015 | 2.5%      | 2.4%   | 10.5% | 4.6%    | 4.8%     | 3.9%   | 8.3%     | 2.4%          | —      | —    | 5.9%        | 33.2%       | 78.5%              |
| 2016 | 2.5%      | 2.6%   | 10.4% | 4.5%    | 4.8%     | 3.9%   | 9.6%     | 2.4%          | —      | —    | 5.4%        | 32.3%       | 78.4%              |
| 2017 | 2.6%      | 2.6%   | 10.3% | 4.6%    | 4.9%     | 3.9%   | 8.4%     | 2.3%          | —      | —    | 5.0%        | 33.4%       | 78.0%              |